# 雷姆湖
53°40′30″N 11°16′21″E / 53.6749°N 11.27251°E

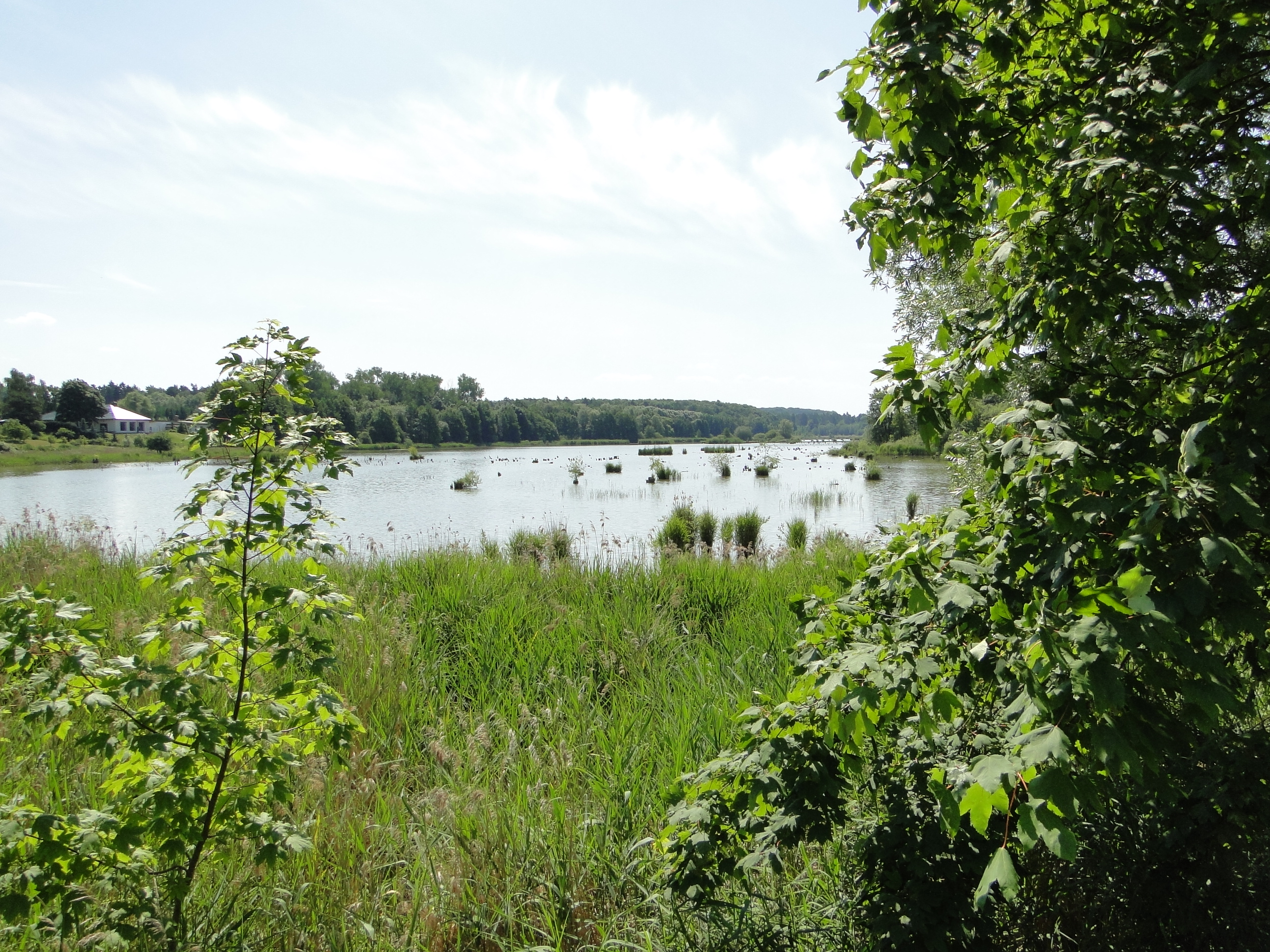

雷姆湖（德語：Rehmsee），是德國的湖泊，位於該國東北部梅克倫堡-前波美拉尼亞州，由西北梅克倫堡縣負責管轄，長1.4公里、寬0.2公里，面積0.25平方公里，海拔高度45米。